# Братюк Наталія Андріївна
Наталія Андріївна Братюк (нар. 9 серпня 1997 року) — російська біатлоністка і лижниця. Дворазовий бронзовий призер зимових Паралімпійських ігор. Заслужений майстер спорту Росії з біатлону та лижних гонок.

## Нагороди
- Медаль ордена «За заслуги перед Вітчизною» I ступеня (17 березня 2014 року) — за великий внесок у розвиток фізичної культури і спорту, високі спортивні досягнення на XI Паралімпійських зимових іграх 2014 року в місті Сочі[1].
- Заслужений майстер спорту Росії.